# Gill Sans
Gill Sans è un carattere senza grazie di tipo humanist progettato da Eric Gill.
Il disegno originale apparve per la prima volta nel 1926, quando  Douglas Cleverdon aprì la sua libreria nella città di Bristol, in cui Eric Gill dipinse un'insegna al di sopra della vetrina in caratteri sans-serif che in seguito sarebbero stati conosciuti come Gill Sans. Inoltre Gill delineò un design per l'editore e libraio Douglas Cleverdon, inteso come guida a Cleverdon per la creazione di futuri annunci e comunicati.
È molto utilizzato da Mediaset, da Benetton Group nelle sue insegne e a partire dal 1998 è anche la base di buona parte dei loghi e delle grafiche della BBC.
A partire dagli anni settanta fu utilizzato anche per i segnali stradali della Repubblica Democratica Tedesca.